# Paloma Martín Martín
Paloma Martín Martín (Madrid, 8 d'agost de 1970) és una política espanyola, consellera de Medi Ambient, Ordenació del Territori i Sostenibilitat del Govern de la Comunitat de Madrid des de 2019. Va ser diputada a la sisena, setena i vuitena legislatures de l'Assemblea de Madrid dins del Grup Parlamentari Popular.

## Biografia
Nascuda l'8 d'agost de 1970 a Madrid, es va llicenciar en dret per la Universitat Complutense de Madrid (UCM).
Inclosa al número 23 de la llista del Partit Popular (PP) per a les eleccions a l'Assemblea de Madrid de maig de 2003 encapçalada per Esperanza Aguirre, va ser elegida diputada de la sisena legislatura del parlament regional. Martín, que va repetir lloc a la llista a les eleccions a l'Assemblea de Madrid d'octubre de 2003, va renovar llavors el seu escó de diputada. Va concórrer a les eleccions autonòmiques de maig de 2007 al número 27 de la llista del PP.
Elegida diputada, no obstant això, va ser substituïda per Alicia Delibes Liniers. El juliol de 2007 va ser nomenada directora-gerent de l'Institut Madrileny del Menor i la Família (IMMF). Va cessar el 2011.
Es va doctorar el 2011 per la Universitat Rei Joan Carles (URJC) amb la lectura de La protección jurídica del menor no acompañado en la Unión Europea y en España (1990-2010).
Va exercir el càrrec de directora general d'Ordenació i Inspecció dins de la Conselleria de Sanitat de la Comunitat de Madrid entre 2011 i 2014.
El gener de 2015 va ser nomenada viceconsellera d'Ordenació Sanitària, en substitució de Belén Prado.
Va ser número 15 de la llista del PP per a les eleccions al Congrés dels Diputats d'abril de 2019 a Madrid.
L'agost de 2019, Martín, que treballaba com a directora a la consultora Deloitte, va ser nomenada consellera de Medi Ambient, Ordenació del Territori i Sostenibilitat del Govern de la Comunitat de Madrid presidit per Isabel Díaz Ayuso.